# Tecnologia Energos
La tecnologia Energos è un trattamento termico combinato di gassificazione dei rifiuti (pretrattamento), con successiva combustione del syngas prodotto.

## Meccanismo
La gassificazione viene condotta su di una griglia raffreddata ad olio diatermico sulla quale viene mantenuto uno spessore costante (“letto”) di rifiuti. Attraversando la camera i rifiuti subiscono in successione l'essiccamento, la pirolisi e la gassificazione, mentre le scorie vengono scaricate dalla parte opposta, come in un inceneritore tradizionale.
La combustione del syngas avviene in una camera a valle dove sono rispettate le condizioni operative previste dalla normativa vigente sull'incenerimento dei rifiuti (t > 2 s, T > 850 °C). Successivamente i fumi uscenti dalla camera di combustione passano in una caldaia a recupero per la produzione di vapore da destinare alla produzione di energia termica/elettrica, cui segue un trattamento a secco degli stessi del tutto simile a quello degli impianti di incenerimento di tipo tradizionale.

## Applicazioni
Questa tecnologia è stata messa a punto in Norvegia nel corso degli anni '90 dalla Sintef, società di ricerca nel campo dello sviluppo tecnologico. Il primo impianto, commercializzato dalla Energos, è entrato in funzione nel 2000 ad Averey (Norvegia). Nel corso del 2004 il know-how e le attività della Energos sono state acquisite dalla Ener-G PLC (GB). 
Il sistema è stato messo a punto con lo scopo di consentire il recupero energetico in impianti di taglia medio-piccola, al servizio di comunità caratterizzate da una ridotta produzione di rifiuti, in grado di consentire il loro trattamento a costi accettabili e con ridotto impatto sull'ambiente.
È da rilevare che la tecnologia in questione anche se può accettare rifiuti con livelli di umidità piuttosto elevati (fino al 60%), richiede un pretrattamento nel caso di RUR in quanto è richiesto il rispetto di precisi vincoli, in particolare per quanto riguarda le dimensioni (100% inferiori a 200 mm) e la densità in mucchio che deve essere compresa fra 250 e 350 kg/m3.
La tecnologia Energos è da considerarsi industrialmente matura essendo supportata da un certo numero di referenze di impianti operativi. A fine 2008 la Ener-G vantava un record di 7 impianti costruiti, di cui 6 entrati in esercizio tra il 1997 e il 2002, con capacità di trattamento comprese tra 10.000 e 75.000 t/a. Di questi 5 sono stati realizzati in Norvegia mentre gli altri due in Germania e nel Regno Unito.
La tecnologia in questione è adatta alla realizzazione per impianti al servizio di piccole comunità, nelle quali si può ben integrare soprattutto se sono disponibili localmente utenze civili/industriali a cui cedere energia termica che risulta la soluzione preferibile da adottare in considerazione della taglia ridotta degli impianti.
Impianti le cui taglie sono state standardizzate in modo da adattarsi alle specifiche esigenze, consentendo al tempo stesso, l'adozione di soluzioni modulari realizzate con più unità disposte in parallelo.
Un aspetto interessante è la possibilità di conseguire buoni livelli di emissioni all'atmosfera, con particolare riguardo agli ossidi di azoto per i quali sembra essere garantito il rispetto di livelli inferiori a 70 mg/Nm3, senza ricorrere all'installazione di sistemi deNOx, come richiesto negli impianti di incenerimento tradizionali.
Non sono disponibili dati di carattere economico, ma è possibile ritenere che essi possano risultare quantomeno di interesse, qualora si intenda intraprendere la strada del recupero energetico a livello locale per bacini di utenza caratterizzati da ridotte disponibilità di RUR (Rifiuti Urbani Residui).